# Binčulići
Binčulići (također i u varijanti Benčulići, lat. i tal.: Benciola, Benzola, Bintiola ili Binciola), hrvatska plemićka obitelj iz Dubrovačke Republike, koja se formirala u 13. stoljeću, potječući od obitelji Budačić, rodom iz Epidaura (današnjeg Cavtata), i postojala sve do 17. stoljeća.

## Obiteljska povijest
Utemeljiteljem obitelji smatra se vlastelina Binzolu, koji se spominje u razdoblju 1226-1238. godine. Njegovo ime vjerojatno se izvodi iz jedne inačice imena Benedikt. On je 1232. sudjelovao u sklapanju ugovora između Dubrovačke općine i Mletačke Republike, kojim su regulirani međusobni odnosi, napose uloga, prava i obveze dubrovačkog kneza, koji je u to vrijeme dolazio iz redova najutjecajnije mletačke vlastele.
Binzolini sinovi Mihovil (Mihoilo) i Marin navedeni su godine 1253. u popisu članova dubrovačkog Velikog vijeća u ugovoru sklopljenim s bugarskim carem Mihaelom I. Asenom. Godine 1266. spominje se Marinov sin Bincola, koji je došao u sukob s tadašnjim dubrovačkim knezom, Mlečaninom Micheleom Morosinijem, te bio protjeran iz grada. 
Krajem 13. i početkom 14. stoljeća Stjepan Benčulić obnašao je više dužnosti u državnoj upravi, pa je tako, na primjer, od 1313. do 1336. godine bio dubrovački kancelar. Jedan drugi pripadnik obitelji, Anselmo, zaređen je kao benediktinac oko 1430. godine i otišao na dvor bosanskih kraljeva, gdje je bio ispovjednik i savjetnik Stjepana Tomaša i Stjepana Tomaševića.
Bilo je još značajnih članova obitelji, kao što su Bernardo, koji je 1532-1533. bio posebni poslanik dubrovačke vlade na dvoru napuljskog kralja, zatim Bernardov sin Marin, poslanik na dvoru Filipa II., španjolskog kralja (1578-1580.), i drugi.
U dvjestogodišnjem razdoblju između 1440. i 1640. godine bilo je ukupno 9 njenih pripadnika u Velikom vijeću Republike (Consilium maius), tijelu koje popunjavaju svi punoljetni članovi dubrovačkih patricijskih rodova i u kojem je u rasponu od 200 godina bilo ukupno oko 2.200 članova. U tom su vremenu Binčulići 24 puta birani u Vijeće umoljenih, odnosno za senatore, a 10 puta za članove Maloga vijeća. Najvišu dužnost, onu dubrovačkog kneza, obnašali su pet puta.
Kroz stoljeća ionako malen broj članova obitelji još se više smanjio nakon katastrofalnog potresa 1667. godine, jer je u njemu poginuo Marin Binčulić, pretposljednji izdanak svog roda. Smrću Marinova sina Nikole, koji je umro 1684., obiteljska se loza ugasila.

## Vanjske poveznice
- Binčulići u Enciklopediji LZMK
- Binčulići u studiji dubrovačkih patricijskih rodova Zdenka Zlatara
- Marin Binčulić u Leksikonu Marina Držića